# Медведка (Винницкая область)
Медве́дка (укр. Медвідка) — село в Винницком районе Винницкой области Украины.
Код КОАТУУ — 0520682606. Население по переписи 2001 года составляет 400 человек. Почтовый индекс — 23216. Телефонный код — 432.
Занимает площадь 2,001 км².
В селе действует храм Великомученицы Параскевы Винницкого районного благочиния Винницкой епархии Украинской православной церкви.

## Адрес местного совета
23215, Винницкая область, Винницкий р-н, с.Лавровка, ул. Ленина, 2